# 黄金菱形

黄金菱形。対角線の比が黄金比φとなる。

黄金菱形（おうごんひしがた、英語: Golden rhombus）は、長い対角線と短い対角線の長さの比 {\displaystyle {\frac {D}{d}}} が黄金比 {\displaystyle \varphi ={\frac {1+{\sqrt {5}}}{2}}} となる菱形である。
黄金菱形は、黄金長方形の各辺の中点を結んでできるヴァリニョンの平行四辺形であり、いくつかの多面体の面にも見られる。なお、ペンローズ・タイルに用いられる菱形は黄金三角形を二つ組み合わせたものであり、黄金菱形とは異なる点に注意が必要である。

## 性質

### 角度
黄金菱形の鋭角である内角の大きさは、対角線で分割された三角形に注目することで、
{\displaystyle \theta =2\arctan {\frac {1}{\varphi }}=\arctan {\frac {\frac {2}{\varphi }}{1-\left({\frac {1}{\varphi }}\right)^{2}}}=\arctan {\frac {\frac {2}{\varphi }}{\frac {1}{\varphi }}}=\arctan 2}
と求められ、
{\displaystyle \theta \approx 63.43495^{\circ }}
である。（オンライン整数列大辞典の数列 A105199）
同様に、鈍角である内角の大きさは、
{\displaystyle \theta =2\arctan \varphi =\pi -\arctan 2}
と求められ、
{\displaystyle \theta \approx 116.56505^{\circ }}
である。（A137218）この角度は、正十二面体の二面角に等しい。

### 長さと面積
黄金菱形の辺の長さaは、短い対角線の長さdを用いて、
{\displaystyle a={\sqrt {\frac {d^{2}+(d\varphi )^{2}}{4}}}={\frac {1}{2}}d{\sqrt {2+\varphi }}={\frac {1}{4}}d{\sqrt {10+2{\sqrt {5}}}}\approx 0.95106d}
と表される。したがって、対角線の長さD,dは、辺の長さaを用いて、
{\displaystyle d={\frac {2a}{\sqrt {2+\varphi }}}=2a{\sqrt {\frac {5-{\sqrt {5}}}{10}}}={\sqrt {2-{\frac {2}{\sqrt {5}}}}}a\approx 1.05146a}
{\displaystyle D={\frac {2\varphi a}{\sqrt {2+\varphi }}}=2a{\sqrt {\frac {5+{\sqrt {5}}}{10}}}={\sqrt {2+{\frac {2}{\sqrt {5}}}}}a\approx 1.70130a}
と表すことができる。（オンライン整数列大辞典の数列 A179290，A121570）
黄金菱形の面積Sは、短い対角線の長さdを用いて、
{\displaystyle S={\frac {\varphi }{2}}d^{2}={\frac {1+{\sqrt {5}}}{4}}d^{2}\approx 0.80902d^{2}}
と表される。また、辺の長さaを用いて、菱形の面積の公式及び三角関数と逆三角関数の合成関数の公式より、
{\displaystyle S=(\sin(\arctan 2))a^{2}={\frac {2}{\sqrt {1+2^{2}}}}a^{2}={\frac {2}{\sqrt {5}}}a^{2}\approx 0.89443a^{2}}
と表すことができる。
黄金菱形の内接円の半径の長さrは、辺の長さaを用いて、
{\displaystyle r={\frac {a}{\sqrt {5}}}}
と表される。

### タイリング
前述の通り、非周期タイリングの一つであるペンローズ・タイルに用いられる菱形も黄金比に関連するが、これは黄金三角形を二つ組み合わせた菱形であり、黄金菱形とは異なる。ペンローズ・タイルに用いられる菱形の内角は、36度および144度、もしくは108度および72度である。
しかし、周期タイリングであれば、黄金菱形と白銀二乗菱形（黄金菱形の定義と同様に、対角線の比が白銀比の二乗1:2である菱形）を用いて形成することができる。黄金菱形の鈍角二つと白銀二乗菱形の鈍角一つの和は360度であり、黄金菱形の鋭角四つと白銀二乗菱形の鋭角二つの和も360度となるためである。

## 多面体
黄金菱形は、いくつかの多面体を形成する。黄金菱形を持つ凸多面体は、扁長黄金菱形六面体、扁平黄金菱形六面体、菱形十二面体第2種、菱形二十面体、菱形三十面体の五つのみであるが、黄金菱形を持つ凹多面体は菱形六十面体など無数に存在する。菱形十二面体を形成する菱形は、白銀菱形である。
特に、黄金菱形を面に持つ五つの凸多面体は、黄金等稜ゾーン多面体と呼ばれ、これら五つの多面体によって非周期的に空間充填することが可能であり、その二次元投影図がペンローズ・タイルとなる。

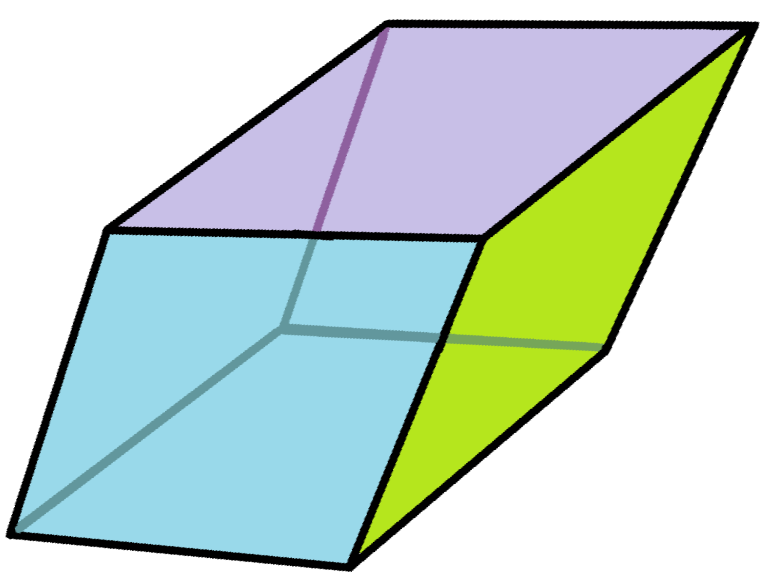
扁長黄金菱形六面体（英語版）
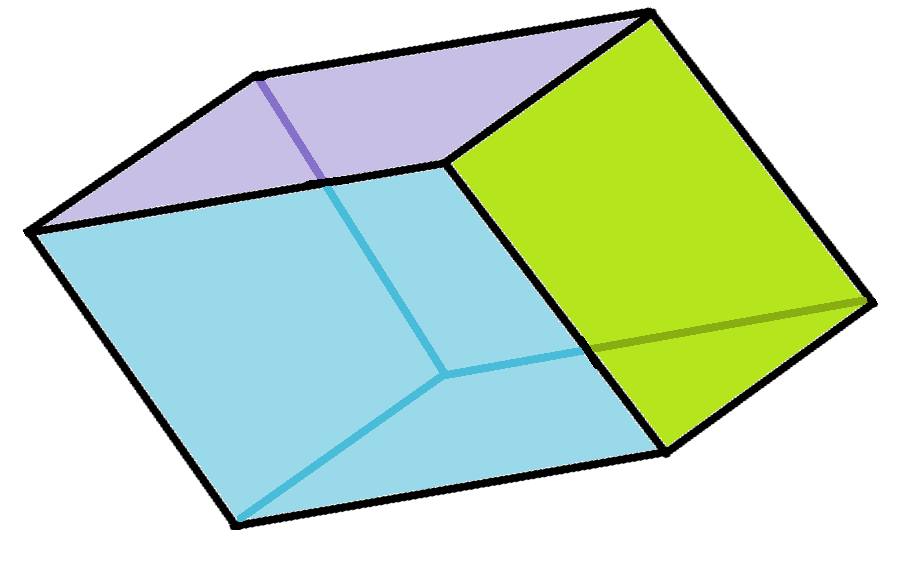
扁平黄金菱形六面体（英語版）
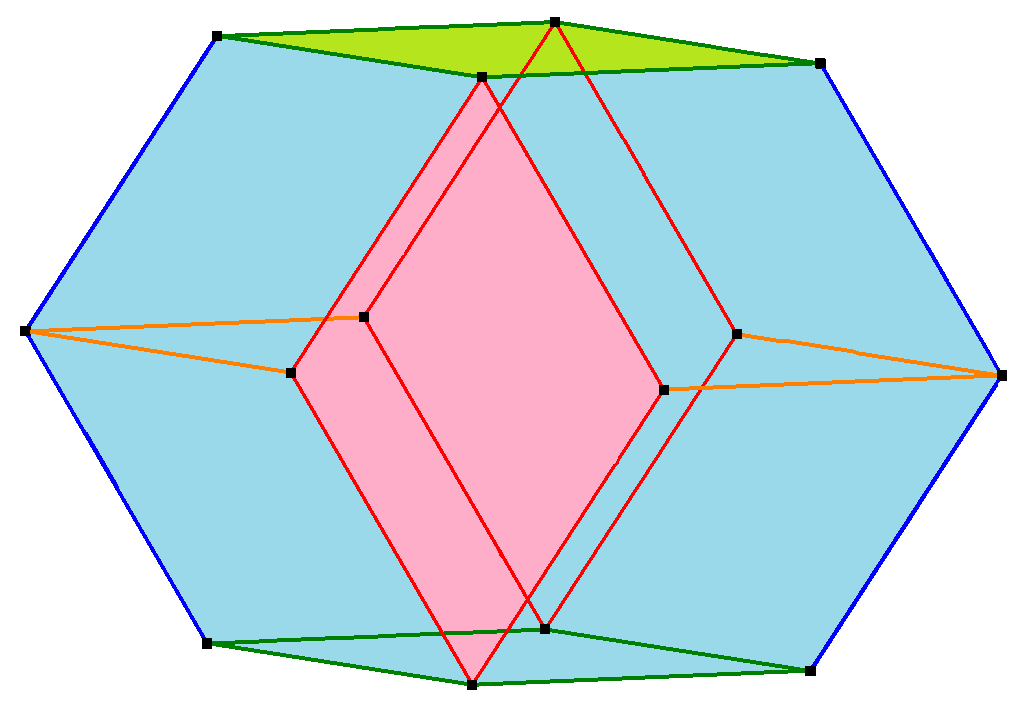
菱形十二面体第2種
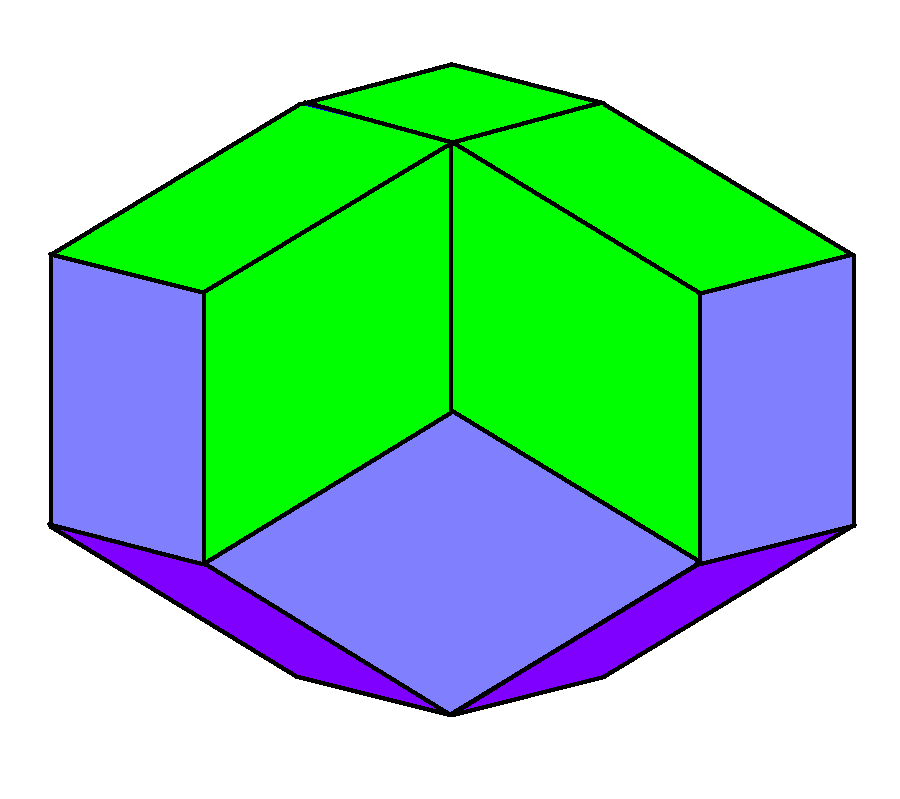
菱形二十面体
菱形三十面体
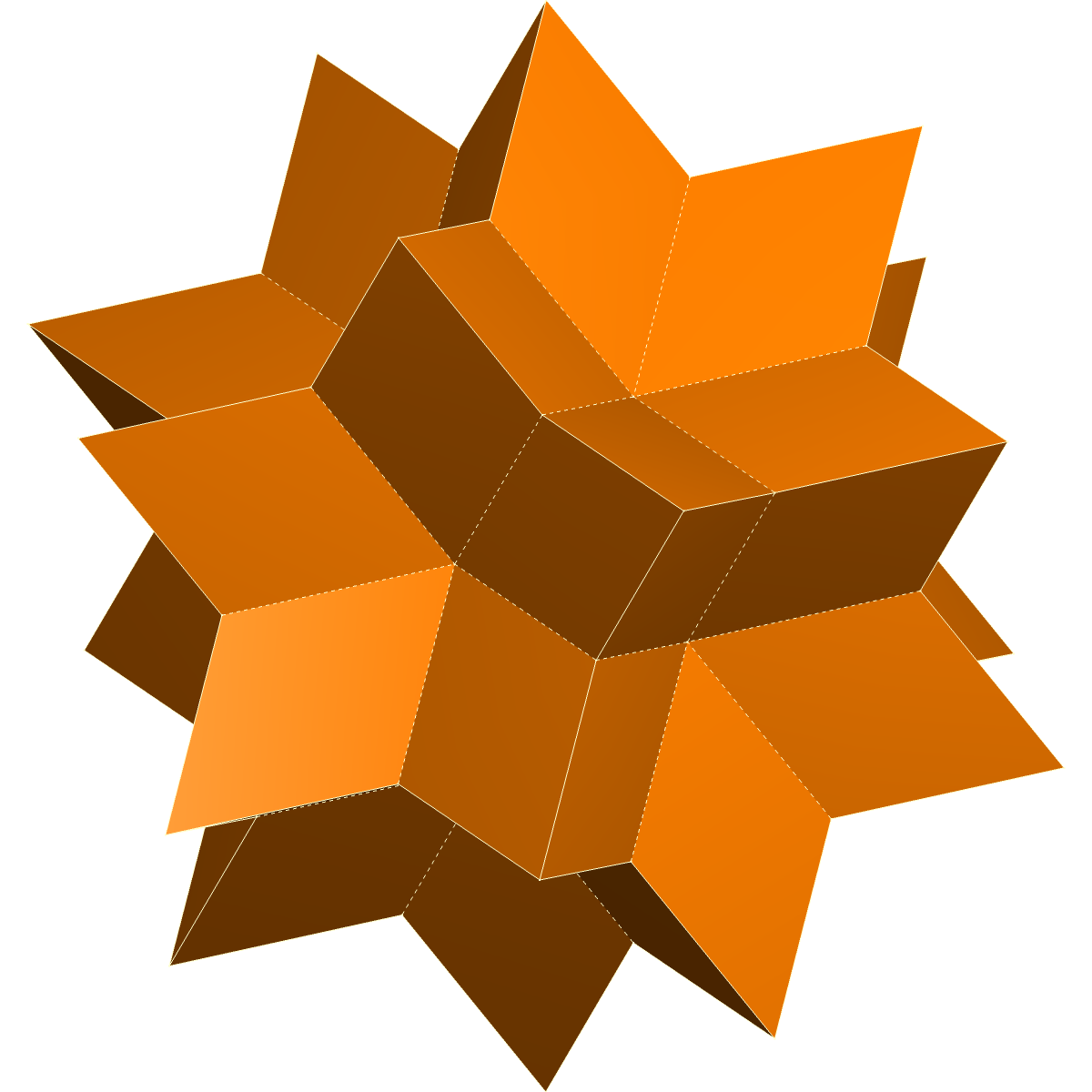
菱形六十面体（英語版）

また、黄金菱形の鈍角は正十二面体の二面角に等しく、黄金二乗菱形の鈍角は正二十面体の二面角に等しいことが知られ、白銀菱形の鈍角は正八面体の二面角に等しいことが知られている。